# Ambivalentnost
Ambivalentnost ili ambivalencija (lat. ambo „obje“ i valere „vrijediti“) na području psihologije, psihoanalize, psihoterapije ili psihijatrije označava istovremeno postojanje sasvim suprotnih osjećaja ili stavova u odnosu na neku situaciju, osobu, ideju ili predmet kod jedne osobe. Ambivalentnost je jedna vrsta unutarnjeg sukoba.
Izraz je skovao Eugen Bleuler (1857. – 1939.). 
U retorici se rabi izraz oksimoron.